# Combat de Landéan
Chouannerie
Batailles
Le combat de Landéan se déroule le 14 septembre 1799 pendant la Chouannerie.

## Déroulement
Le 14 septembre 1799, soixante républicains des cantonnements de Louvigné-du-Désert et de La Bazouge-du-Désert attaquent un rassemblement de chouans signalé dans la forêt de Fougères, près du bourg de Landéan,. Selon le rapport de Hautraye, commissaire de Louvigné-du-Désert, les patriotes se heurtent cependant à une troupe de 400 à 500 hommes et se retrouvent cernés et forcés de céder au nombre,. 

## Pertes
Selon Hautraye, les pertes sont de dix hommes, dont un capitaine, cinq soldats et quatre hommes de la colonne mobile, parmi lesquels figure le sous-lieutenant Nicolle,. Plusieurs autres républicains sont blessés et quelques-uns sont faits prisonniers par les chouans, mais ils sont rapidement relâchés contre la promesse de ne plus porter les armes contre eux,.
En représailles, les républicains condamnent la commune de Landéan à une nouvelle amende de 6 000 francs. Les habitants ne pouvant la payer, les bestiaux et les grains de la commune sont saisis et ne sont rendus qu'en échange d'un acompte de 3 000 francs.